# Cindy Sherman

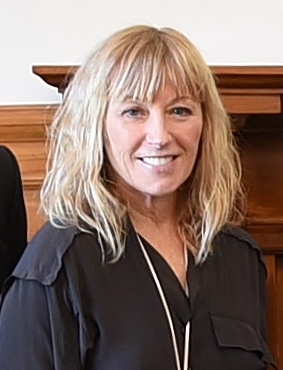
Cindy Sherman (2016)

Cynthia „Cindy“ Morris Sherman (* 19. Januar 1954 in Glen Ridge, New Jersey) ist eine US-amerikanische Künstlerin und Fotografin. Bekannt ist sie vor allem für ihre Fotoserien, in denen sie sich konzeptuell mit Fragen der Identität, Rollenbildern und Körperlichkeit beschäftigt.

## Biografie
Cindy Sherman wurde in Glen Ridge im US-Bundesstaat New Jersey geboren und wuchs in Huntington in New York als jüngstes von fünf Kindern auf. Ihr Vater, ein passionierter Kamerasammler, arbeitete als Ingenieur und die Mutter als Lehrerin.
Mit zehn Jahren bekam sie ihren ersten Fotoapparat. Im Herbst 1972 begann sie ein Studium am Art Departement der State University of New York in Buffalo. Anfangs interessierte sie sich für Malen, Zeichnen und Skulptur; sie entdeckte jedoch schnell die Fotografie als künstlerisches Medium. Ein Werkverzeichnis der an der Universität entstandenen fotografischen Arbeiten erschien 2012. Während ihrer Studienzeit initiierte sie 1974 zusammen mit ihren Freunden Charles Clough und Robert Longo die unabhängige Künstlergalerie Hallwalls in Buffalo, die heute noch existiert und in der sie selbst 1976 erstmals ausstellte. Inzwischen wird Sherman der Pictures Generation zugeschrieben, zu der unter anderem auch Louise Lawler, Barbara Kruger, Sherrie Levine und Richard Prince zählen. Sherman war nicht unter den fünf Künstlern der Gruppenausstellung Pictures vertreten, die der Kunstkritiker Douglas Crimp 1977 kuratierte und die den Beginn der Pictures Generation kennzeichnete. Allerdings erwähnte Douglas Crimp sie in seiner überarbeiteten Fassung des Katalogtextes zu Pictures, der 1979 in der Kunstzeitschrift October erschien.
1976 machte sie ihren College-Abschluss und zog anschließend nach New York City, wo sie bis heute lebt und arbeitet. Mit dem Videokünstler Michel Auder war sie zweimal verheiratet, beide Ehen wurden geschieden. Er ist der Einzige, der außer ihr selbst in ihren Bildern auftaucht. Sie war von 2007 bis 2011 mit dem Musiker David Byrne liiert. Sherman hat keine Kinder.
Die Zeitschrift ARTnews wählte sie 1999 unter die „10 besten lebenden Künstler“. Shermans Fotografien gehören zu den teuersten Werken auf dem Kunstmarkt im Bereich Fotografie. 2007 wurde beim Auktionshaus Christie’s eine Arbeit für 2,85 Millionen US-Dollar versteigert. Das Museum of Modern Art in New York zeigte 2012 eine groß angelegte Ausstellung unter dem Titel Cindy Sherman. A retrospective.
In den letzten Jahren hat sich Sherman auch mit der Nutzung künstlicher Intelligenz in ihrer Arbeit beschäftigt: Sie verwendet Apps und KI-Tools zur Verzerrung ihrer Gesichtszüge und zur Erkundung neuer künstlerischer Möglichkeiten. Sherman sieht sowohl Potenzial als auch Gefahren in der KI, insbesondere durch Deepfakes, die sie als potenziell bedrohlich empfindet; gleichzeitig nutzt sie KI zur Erweiterung ihrer Kreativität, obgleich sie über die unzureichende Erfüllung ihrer Erwartungen durch die Ergebnisse frustriert ist.

## Werk

### Selbstinszenierungen
Ein roter Faden, der sich durch Shermans Werk zieht, sind fotografische Selbstporträts bzw. Selbstinszenierungen in verschiedenen Kostümierungen. Bereits während ihrer Studienzeit entstanden die Serien Untitled A-E (1975) und Bus Riders (1976). Beide Serien wurden zum ersten Mal 2000 in der Tate Gallery ausgestellt. Mithilfe von Schminke, Perücken und unterschiedlichen Kleidern gab sich Sherman für jede Fotografie ein anderes Aussehen. Für Bus Riders verkleidete sie sich als Menschen verschiedenen Alters, Hautfarbe und sozialer Herkunft. Wie ein Fahrgast in einem Bus sitzt jede dieser fiktiven Personen auf einem Stuhl vor einer kahlen Wand. Selbst bei ihren frühesten Fotografien trieb sie dieses Rollenspiel bis ins kleinste Detail der Körperhaltung.
Shermans bekannteste Arbeit dürften mittlerweile die sogenannten Untitled Film Stills (1977–1980) sein. Die Serie umfasste zunächst 69 nummerierte, aber nicht einzeln betitelte Fotografien. Durch die Veröffentlichung des Werkkatalogs The Complete Film Stills durch das MoMA 2003 wurde ein weiterer originaler, bis dahin vermisster Kontaktbogen mit dem Titel Untitled Film Still #62 entdeckt und in die Serie eingeordnet. Somit umfasst die Reihe seither 70 Fotografien, in denen sich Sherman selbst als Modell in unterschiedlichen, fiktiven Filmszenen (Filmstills) inszeniert. Die Schwarzweiß-Fotografien ähneln den dramatischen, plakativen Frames von B-Movies der 1940er und 1950er Jahre und sind außerdem vom amerikanischen Film noir und von Filmen des italienischen Neorealismus inspiriert. Sherman stellt unterschiedliche, stereotype Rollen, die sich durch den Film in der Gesellschaft verankert haben, auf ihren Untitled Film Stills dar, wobei jedes Bild eine neue Rolle zeigt. Ein Abzug der vollständigen Serie wurde im Dezember 1995 vom Museum of Modern Art für den Rekordpreis von über einer Million Dollar erworben und 1997 mit einer Einzelausstellung gewürdigt.
Zur gleichen Zeit entstanden auch die farbigen Rear-Screen Projections (1980), deren Inszenierung den „Film Stills“ sehr ähnlich ist. Sherman benutzte dafür die filmische Technik der Rückprojektion, um den Hintergrund der Szene flach und künstlich wirken zu lassen. Sherman erinnert sich, dass sie in ihrer frühen Praxis mehr von Filmen als von bildender Kunst beeinflusst wurde: Filme boten ihr eine Möglichkeit zum Umgang mit ihrer Unsicherheit, als sie als junge Frau nach New York zog; die Inszenierung in ihren Fotografien half ihr, Selbstvertrauen zu spielen, insbesondere in ihrer Serie Rear Screen Projections, die von Filmtechniken wie denen von Alfred Hitchcock inspiriert war.
1981 wurden in der Metro Pictures Gallery in New York erstmals Shermans farbige sowie großformatige Centerfolds gezeigt. Die Artforum-Redakteurin Ingrid Sischy beauftragte Sherman 1981, ein Bild für eine Doppelseite des Magazins herzustellen. Sherman blieb bei ihrem Thema der Selbstinszenierung, setzte es aber provokativer ein. Die Kamera war aus der Vogelperspektive nach unten gerichtet, wo Sherman als Modell in verschiedenen Verkleidungen und Posen am Boden hockte oder lag. Der Blick der Kamera suggeriert Dominanz, während das Modell ängstlich, unterwürfig oder verträumt wirkt. Die Posen erinnern mit Absicht an Playboy-Centerfolds. Die Bilder wurden nicht gedruckt, weil die Herausgeberin des Magazins befürchtete, sie könnten als sexistisch missverstanden werden.

„Ich wollte mit diesen Bildern auf jeden Fall provozieren, aber es ging eher darum, Männer dazu zu bringen, ihre Annahmen zu überdenken, mit denen sie Bilder von Frauen betrachten. Ich dachte an eine Verletzlichkeit, bei der ein männlicher Betrachter sich unwohl fühlen würde, wie wenn man seine Tochter in einer verletzlichen Lage sieht. [...] Mir ist erst später klar geworden, dass es eine Bandbreite von Interpretationen geben wird, die ich nicht kontrollieren kann, und auch nicht kontrollieren will, weil es das für mich interessant macht. Aber ich war verstört, dass man meine Absichten so missverstehen konnte, und deshalb versuchte ich sie in der nächsten Serie klarer darzulegen.“

Es folgten die sogenannten Fashion Photos (1983–1984). Sie sind weniger forciert und spielen etwas subtiler mit den gesellschaftlichen Stereotypen von Weiblichkeit.
In den History Portraits (1988–1990) inszenierte sich Sherman als historisches Gemälde nach Art Alter Meister. Als Vorlage benutzte Sherman unter anderem Bilder von Caravaggio, jedoch sind nicht in allen Fällen konkrete Vorlagen identifizierbar. Die Schminke ist oft absichtlich sehr grob aufgetragen; für nackte Brüste verwendet sie umgeschnallte Prothesen.
Mit den History Portraits wandte sie ihr zentrales Thema der Kostümierung und des Rollenspiels auf die Kunstgeschichte an. Es ist möglich, sie als Kommentar zur Rolle der Frau in der Geschichte der Kunst zu sehen – Frauen treten meistens nur als Modelle auf, die dem Blick des Malers und indirekt dem des heutigen Betrachters ausgesetzt sind. Gleichzeitig kommentierte Sherman damit auch ihre eigene Position in der Kunstgeschichte: Als Frau durfte sie sich nun aus dem historischen Fundus der Kunstgeschichte bedienen und die Bilder zu ihren eigenen machen (siehe Appropriation Art). Was die künstlerische Komplexität von Shermans Bildern betrifft, hatte sie damit einen Höhepunkt erreicht.

### DisastersundSex Pictures
Ein zweiter Schwerpunkt von Shermans Arbeit als Künstlerin ist das Bild des Körpers. Dieses Interesse wurde in der Disasters-Serie (1985–1989) deutlich sichtbar. Zum ersten Mal trat Sherman nicht mehr selbst in ihren Bildern auf. Stattdessen arrangierte sie Körperteil-Prothesen, verrottende Nahrungsmittel, Körperausscheidungen, Erde und Abfall zu grotesken Studien des Verfalls. Die oberflächlichen Schockeffekte, die an Horrorfilme erinnern und beinahe körperliches Unbehagen auslösen, gehören seither zum festen Repertoire in Shermans Arbeit. Nach eigener Aussage Shermans begann ihre Arbeit an den Disasters mit dem Ekel vor artifiziell inszenierten Körpern in der Mode-Fotografie, die sie als viel entfremdeter und künstlicher empfindet als ihre eigenen Schock-Bilder, in denen sie humorvolle Züge sieht.
Mit den Sex Pictures (oder Mannequin Pictures) (1992) setzte Cindy Sherman ihr Interesse am Grotesken und Schockierenden des Körpers fort. Für die Fotografien arrangiert sie Prothesen, anatomische Modelle und Schaufensterpuppen, die sexuelle Handlungen simulieren. Der kurze Abstand zwischen Kamera und Objekt, die Beleuchtung und das Arrangement auf Samt und Satin suggerieren pornografische Bilder, während die verstümmelten und grotesken Körperteile Abscheu erregen.
1997 führte Sherman bei dem Spielfilm Office Killer Regie, einem Thriller mit blutigen Splatter-Szenen, in denen ihr fotografisches Motiv des zerstückelten, verstümmelten Körpers fortgesetzt wird.

### Weitere Arbeiten
In einer Untitled-Serie von 2000 beschäftigte sich Sherman wieder mit den Vorstellungen von Frauen in der Gesellschaft. Vor neutralem Hintergrund posierte Sherman stark geschminkt und in verschiedenen Outfits. Die Frauen, in die sie sich verwandelt, sind von unterschiedlicher Hautfarbe und sozialer Herkunft – Geschäftsfrau, Hausfrau, Fitness-Trainerin, Native American u. a.
Für ihr Projekt Clowns (2004) fotografierte Sherman sich mit verschiedenen Clownmasken, Perücken und Clownskostümen vor grellbuntem, computergeneriertem Hintergrund. Nach eigener Aussage ging es ihr hier um die emotionalen Abgründe, die eine Maske verbergen und auslösen kann. Mit dieser Arbeit setzt sie das Motiv der Kostümierung fort, aber sie schließt auch an ihre extrem emotionalen Schock-Bilder der 1990er Jahre an. Der Clown ist schließlich auch ein Horrorfilm-Klischee (z. B. in Stephen Kings Es).

## Ausstellungen (Auswahl)
- 1982: Documenta 7

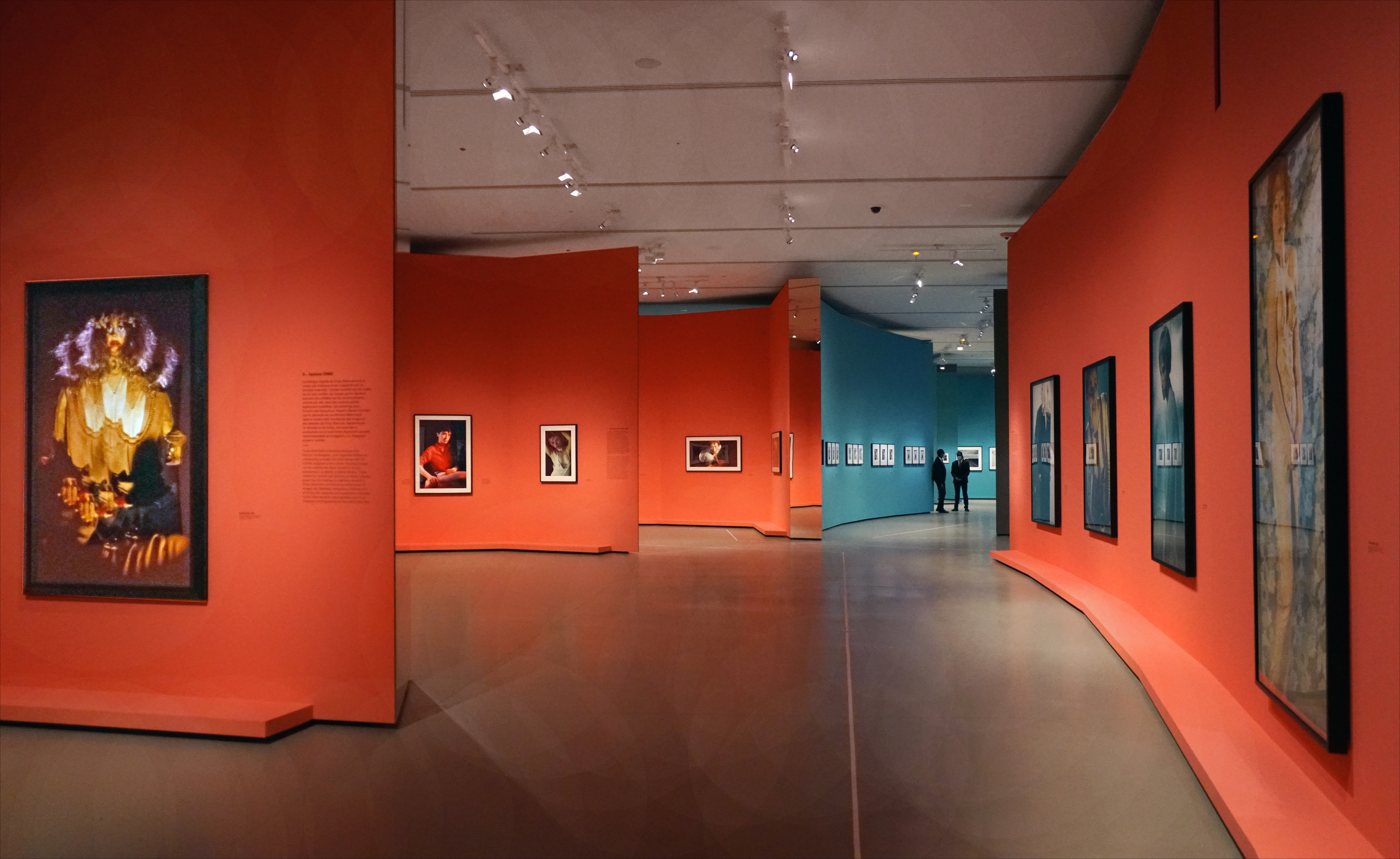
Retrospektive Cindy Sherman in der Fondation Louis Vuitton, Paris 2020, Foto: Jean-Pierre Dalbéra

- 1995: Cindy Sherman – Fotografien 1975–1995, Deichtorhallen Hamburg[14]
- 1997: Staatliche Kunsthalle Baden-Baden.[15]
- 2012: Museum of Modern Art[16]
- 2012: That’s me – That’s Not Me. Frühe Werke von Cindy Sherman, „Vertikale Galerie“ der Verbundzentrale Wien
- 2014: Cindy Sherman: Untitled Horrors, Kunsthaus Zürich[17]
- 2017/2018: Feministische Avantgarde der 1970er-Jahre aus der Sammlung Verbund, Wien, Zentrum für Kunst und Medien, Karlsruhe;[18] 2018/2019 Dům umění, Brünn, Tschechien[19]
- 2019: Retrospektive in der National Portrait Gallery (London).[20]
- 2020: The Cindy Sherman Effect, Bank Austria Kunstforum Wien[21]
- 2020/2021: Cindy Sherman à la Fondation, Werksretrospektive im Museum Fondation Louis Vuitton in Paris[22]
- 2023/2024: Cindy Sherman. Anti-Fashion, Staatsgalerie Stuttgart, Deichtorhallen Hamburg – Sammlung Falckenberg[23]
- 2024: Cindy Sherman – Early Works, Museum für kykladische Kunst, Athen[24]

## Preise und Stipendien
- 1977: National Endowment for the Arts
- 1983: Guggenheim-Stipendium
- 1989: Skowhegan Medal for Photography, Maine
- 1993: Larry Aldrich Foundation Award, Connecticut
- 1995: MacArthur Fellowship
- 1997: Wolfgang-Hahn-Preis Köln
- 1999: Goslarer Kaiserring
- 2001: International Award in Photography, Hasselblad Foundation
- 2002: National Arts Award
- 2012: Roswitha Haftmann-Preis
- 2016: Praemium Imperiale
- 2019: Max-Beckmann-Preis[25]

## Filmografie
Regie und Darstellerin:
- 1997: Office Killer

Auftritte als Cindy Sherman:
- 1986: The Kitchen Presents Two Moon July
- 1998: John Waters’ Pecker

1999 wurde Cindy Sherman in die Jury des Wettbewerbs der Internationalen Filmfestspiele von Venedig 1999 berufen.

## Rezeptionen
Der japanische Künstler Yasumasa Morimura bezieht sich in seinem Werk auf Cindy Sherman. Billy Braggs Song Cindy of a Thousand Lives auf dem Album Don't Try This at Home ist der Künstlerin gewidmet.